# Acanthus hungaricus
Acanthus hungaricus es una especie vegetal perteneciente a la familia Acanthaceae. 

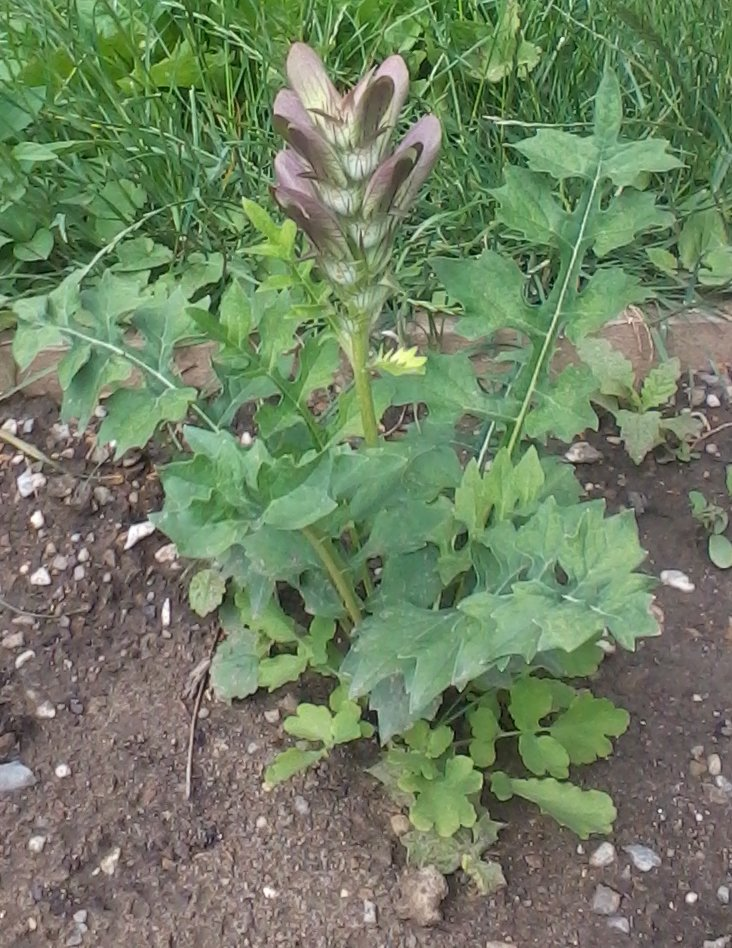
Vista de la planta

## Descripción
Es una especie perenne, erecta, que alcanza hasta 1,5 m de altura, con grupos de hojas basales profundamente lobuladas e incisas, de color verde oscuro y brillante y que pueden llegar al metro de largo. Las flores, de una sola bráctea espinosa, están organizadas en filas a a lo largo del escapo floral y empiezan inmediatamente encima de las hojas. La corola, de labio único de color blanco-rosado, está encerrada entre 2 sépalos espinos generalmente de color verde y parcialmente púrpura, con 2 laterales más pequeños. Los frutos son cápsulas ovoides de color pardo oscuro cuando maduran.

## Distribución
Es endémica de la península de los Balcanes, hasta Dalmacia. 
Muy utilizado en jardinería en el mundo entero; florece desde mayo hasta mediados de agosto en suelos profundos y bien drenados, soleados o parcialmente a la sombra. 

## Taxonomía
Acanthus hungaricus fue descrita por (Borbás) Baen. y publicado en Exsicc. (Herb. Europ.) 1896: 9138. 1896.
Etimología
- Acanthus: del Latín acanthus que proviene del griego ἄκανθα, -ης, "planta espinosa", probablemente por composición entre acer, -cris de aceo, acies, "punzante" y anthos, "flor", del Griego άκτς y άνθός. Virgilio emplea el vocablo en las Geórgicas (4, 123) y Plinio el Viejo describe dos especies en su historia naturalis (22, XXXIV, 76): el Acanthus spinosus L. y el Acanthus mollis L.;  esta última se denomina también paederos y mélamphyllos, y su raíz es excelente para las quemaduras y las luxaciones ("quod aliqui paederota vocant, alii melamphyllum. huius radices ustis luxatisque mire prosunt").[3][4][5]

hungaricus: epíteto geográfico que alude a su localización en Hungría.
sinonimia
- Acanthus balcanicus Heywood & F.B.K.Richardson
- Acanthus longifolius Host
- Acanthus longifolius var. hungaricus Borbás (basiónimo)[6]